# Врадіївська Хліборобська республіка
Врадіївська Хліборобська республіка — селянська республіка на півдні України. Проголошена сином кривоозерського поміщика Люстгартена на початку червня у 1919 року внаслідок невдоволенням політикою комунізму.
Повстанці оволоділи Кривим Озером та Врадіївкою і проголосили Врадіївську Хліборобську республіку, територія якої простяглася вздовж залізниці та долини річки Кодими від Любашівки на схід до Голти та Богопілля.
Повстання підтримала переважна більшість селян, що були невдоволені воєнною політикою комунізму.
Головнокомандуючим військових загонів республіки став колишній штабс-капітан К. Колос, а начальником загону кінноти — колишній вахмістр гусарського полку С. Мокряк. Комендантом Великої Врадіївки був Люстгартен. Його заступником — вчитель Т. Чапленко, а діловодами О. Гедецький та Бортко. Керівництво Врадіївської Хліборобської республіки оголосило про співробітництво з Директорією УНР та спільну боротьбу проти радянської влади більшовиків та денікінців. Тому, для інспектування збройних сил республіки, до Великої Врадіївки прибув К. Бондарук — дорадник Запорізької армійської групи Директорії УНР.
У цей час регулярні частини радянської 15-ї дивізії разом із загонами чекістів, комсомольців та партизан Т. Гуляницького розпочали військові дії проти військ Директорії УНР. Спочатку натиск більшовицький частин успішно стримувався, але зрада начальника загону кіннотників С. Мокряка поставила українські частини у вкрай скрутне становище.
К. Колос, зваживши на нерішучі дії партизанів Т. Гуляницького та згадавши колишні «хитання» останнього між українськими патріотами та більшовиками направив С. Мокряка з невеликим кавалерійським загоном на залізничну станцію Заплази для перемовин з Т. Гуляницьким, щоб схилити того на бік Врадіївської Хліборобної республіки, але сталося все навпаки. Т. Гуляницький схилив С. Мокряка до зради і той перейшов на бік більшовиків
Внаслідок зради, бій з повстанцями Врадіївської Хліборобської республіки у липні 1919 р. поблизу станції Заплази завершився перемогою більшовицьких загонів Т. Гуляницького та І. Базарного. Повстанці були змушені відступати до Голованівського лісу, а сама територія Врадіївської Хліборобної республіки була захоплена більшовицькими військами. Зрадникові С. Мокряку спеціальна колегія армійської групи генерала М. Омеляновича-Павленка винесла смертельний вирок.
Підтримали республіку у Великій Врадіївці селяни Лисої Гори. Вони намагалися пошкодити залізницю, по якій рухалися більшовицькі частини. Зустрінуті вогнем бронепоїзда, селяни були змушені відступити. Їм вдалося полонити 6 червоноармійців і одного матроса з команди бронепоїзда, яких пізніше стратили.
У подальшому, учасники Врадіївської Хліборобської республіки зустрілися у 1921 р., коли піднялася нова хвиля антибільшовицької боротьби. К. Бондарук став головнокомандувачем Південної оперативної округи Повстансько-партизанського штабу Головного отамана Симона Петлюри і його було направлено через Румунію на Херсонщину. К. Бондарук разом з курінним отаманом І. Нагорним — перетнув кордон у районі Бендер. Звідти добрався до Одеси, де протягом тижня налагоджував зв'язки з підпільними українськими та білогвардійськими групами, домовляючись про спільні дії, явки та паролі. Потім перебазувався до Тирасполя, у якому три дні проводив таку ж роботу. Із Тирасполя до залізничної станції Заплази К. Бондарук та І. Нагорний доїхали потягом, а звідти вже верхи на заздалегідь підготовлених конях дісталися до Савранських лісів, де дислокувалася повстанська дивізія отамана С. Заболотного. Повстанська дивізія сформувалася у 1920 р. після розгрому армійської групи М. Омеляновича-Павленка із залишків, поповнюючись місцевими жителями, які піднялися проти більшовицької влади. Керівниками значного повстанського формування стали отамани С. Заболотний та Я. Кощовий. Більшість повстанських загонів на Одещині були об'єднані у велике угрупування, яке мало назву «Чорноморського війська» або «Наддністрянської дивізії». Цим з'єднанням керував отаман С. Заболотний, який був фігурою номер один у повстанському русі на Одещині.
Прибувши до дивізії С. Заболотного, К. Бондарук здійснив її інспектування, дав настанови по організації полків та штабів повстанських загонів, провів інструктивну нараду з командирами повстанських з'єднань, що дислокувалися у навколишніх повітах: П. Степовим, Я. Кощовим, якого К. Бондарук призначив командиром Кривоозерської дивізії, Д. Свищом, Г. Деренчуком та С. Заболотним.
Під час наради були розглянуті списки міліціонерів, що відзначалися особливою жорстокістю серед місцевого населення. Так було знайдене прізвище начальника міліції 7-го округу С. Мокряка. Смертельний вирок зрадникові виконали повстанці К. Бондарука через декілька днів. Тіла С. Мокряка і міліціонерів знайшли в невеликому яру неподалік від залізниці в десяти верстах на захід від Великої Врадіївки.
Залишки загону К. Колоса діяли в районі с. Велика Врадіївка і роз'їзду Сирове у 1921 р., де повстанці підпалили кілька хат активістів. Для боротьби із загоном К. Колоса з Одеси у Велику Врадіївку було направлено спеціальний кавалерійський загін на чолі з В. Малофіївським.